# Actinochaeta amazonica
Actinochaeta amazonica là một loài ruồi trong họ Tachinidae.